# Logiciel de généalogie

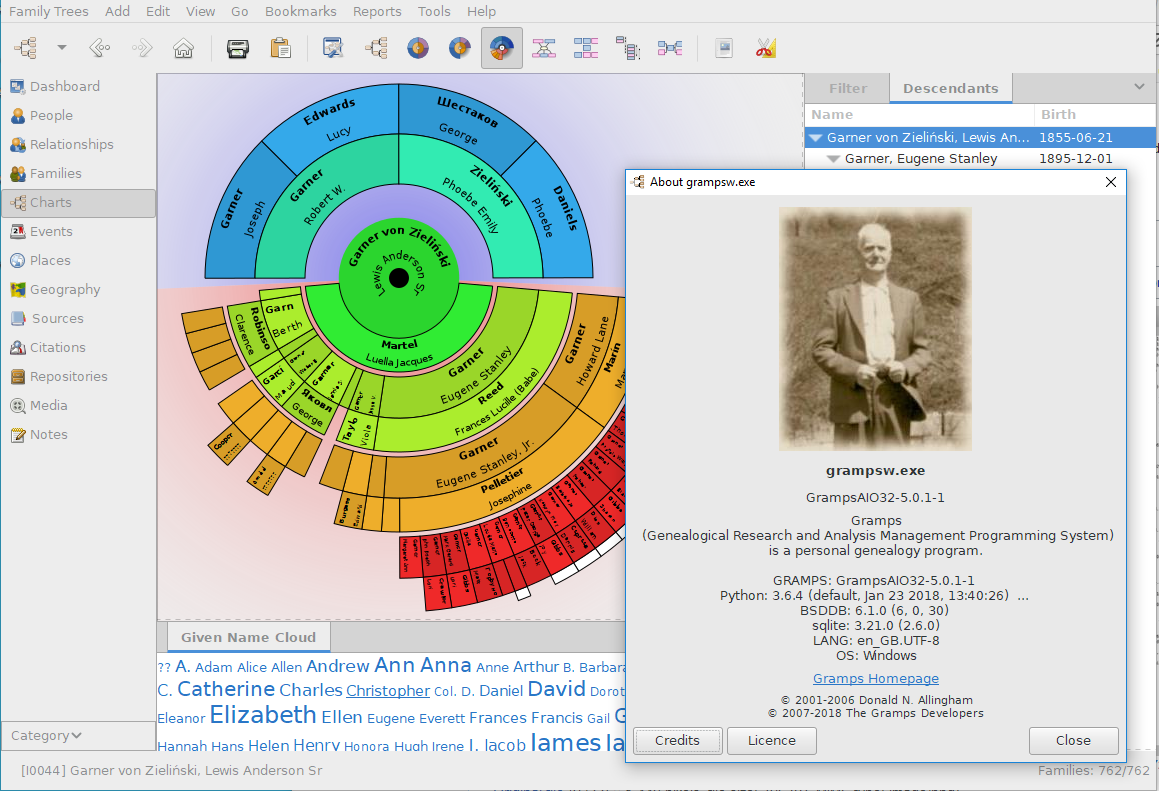
GRAMPS, logiciel libre et multiplateforme.

Un logiciel de généalogie est un logiciel destiné à la généalogie. Généralement il permet à un généalogiste d'enregistrer les informations relatives à chaque individu d'une généalogie (noms et prénoms, sexe, métier, dates et lieux de naissance, baptême, mariage, décès, photographies, documents, etc.), d'afficher et d'imprimer les informations sous différentes formes, d'importer et d'exporter des données (support du format GEDCOM). Plusieurs types de logiciels sont disponibles, qu'ils soient payants ou gratuits et sur différents systèmes d'exploitation.

## Fonctionnalités
Ce type de logiciel permet au généalogiste d'effectuer les tâches suivantes :
- identifier par un numéro unique les individus ;
- enregistrer les principales caractéristiques de la vie civile d'une personne : nom, prénoms, sexe, métier, date et lieu de naissance, date(s) et lieu(x) de mariage, date et lieu de décès ;
- enregistrer les principales caractéristiques de la vie religieuse d'une personne : baptême, mariage, sépulture (dans la tradition catholique) ;
- enregistrer les relations entre les personnes apparentées ou en relation : conjoint, parents, enfants, frère ou sœur, témoins d'actes officiels, parrains et marraines ;
- enregistrer les caractéristiques des sources correspondant à ces informations (actes officiels, témoignages, documents, archives) ainsi que le rôle des personnes concernées : acte de naissance, mariage, décès, actes notariés ;
- effectuer une recherche dans la base des personnes ainsi constituée par nom, prénom, commune, numéro, etc. ;
- restituer sur un support (papier ou informatique) l'arbre généalogique sous forme graphique ou de liste ascendante ou descendante ;
- exporter ou importer une partie ou la totalité des données généalogiques permettant la communication et la conservation des données, souvent au format GEDCOM.

De manière moins courante, ce type de logiciel peut également : 
- conserver des données multimédia et des données de géolocalisation associées aux personnes ou aux événements ;
- donner des visualisations en 3D des arbres généalogiques ;
- intégrer des convertisseurs de date (calendrier grégorien / républicain) ;
- contrôler la cohérence des informations saisies (par exemple : alerte sur la cohérence d'une personne décédée à plus de cent ans ou mère d'un enfant à l'âge de cinquante ans) ;
- intégrer des repères historiques permettant de situer les individus dans les faits marquants d'une époque ;
- être couplé avec une version mobile (smartphone, tablette tactile) ou un site web de généalogie[2].